# Teoria nazw
Teoria nazw – dział logiki formalnej, obejmujący logiczne schematy wnioskowania, w których występują zmienne nazwowe i funktory zdaniotwórcze od argumentów nazwowych; bada budowę nazw i strukturę prostych zdań zawierających nazwy.
W klasycznym ujęciu wyróżnia się cztery zdania kategoryczne:
- zdanie ogólno-twierdzące „Każde S jest P” (symbolicznie S a P), np. „Każdy człowiek jest istotą śmiertelną”;
- zdanie ogólno-przeczące „Żadne S nie jest P” (S e P), np. „Żaden człowiek nie jest ptakiem”;
- zdanie szczegółowo-twierdzące „Niektóre S są P” (S i P), np. „Niektórzy ludzie są mężczyznami”;
- zdanie szczegółowo-przeczące „Niektóre S nie są P” (S o P), np. „Niektórzy ludzie nie są Europejczykami”.

Symboliczny zapis zdań kategorycznych ma źródło w odpowiednich słowach języka łacińskiego: subiectum (podmiot), praedicatum (orzecznik), affirmo (twierdzę), nego (przeczę).

## Literatura
- Lewandowski Sławomir i in., Logika dla prawników, Wydawnictwo Prawnicze LexisNexis, Warszawa 2002.